# Colla de Diables de l'Esquerra Infernal
Els Diables de l'Esquerra Infernal són una colla de l'Esquerra de l'Eixample fundada l'any 2001 amb el nom inicial de Colla de l'Esquerra Infernal de l'Esquerra de l'Eixample. Aquell mateix any va organitzar el primer correfoc, juntament amb la Colla de Diables de la Barceloneta, els Diables de la Satànica de Sant Andreu, els de les Corts, els Diables de Sant Antoni –amb la seva bèstia, la Porca– i el Drac Baldufa de Badalona.
Sumant esforços amb l'associació de veïns del barri, s'encarreguen d'organitzar-ne cada any la festa major. A més, surten fora de Barcelona; han participat, per exemple, en correfocs a l'Estartit, Blanes i Vilassar de Dalt. L'any 2006 la colla va actuar en l'acte que va organitzar Comediants per celebrar del 250è aniversari de la Barceloneta.
Avui dia no té grup propi de timbalers, però temps enrere sí que n'havia tingut un, que més tard fou substituït per un grup de percussionistes que, pel seu compte, van fundar el grup Batukada Batek.
Com que la colla no té local propi al barri, ha de fer els actes interns a Montbau, on han establert una gran relació. Això es tradueix en la participació en la festa major d'aquell barri.